# 지방도 제721호선
지방도 제721호선은 전북특별자치도 남원시 도통동 갈치삼거리에서 완주군 상관면 마치리를 잇는 전북특별자치도의 지방도이다.

## 연혁
- 2024년 1월 5일 : 상관 ~ 마치간 도로(완주군 상관면 마치리) 1.35km 구간 확장 개통, 기존 353m 구간 폐지[1]

## 주요 경유지
- 남원시
  - 도통동 갈치삼거리 - 갈치동 - 남원자연휴양림
  - 보절면 서치리 - 서치교 - 괴양리 - 괴양삼거리 - 괴양교 - 진기교 - 진기리 - 엄나무고개
  - 덕과면 엄나무고개 - 석삼교
  - 보절면 석삼교 - 보절중학교 - 보절초등학교 - 덕보삼거리 - 신파교 - 황벌교 - 황벌리 - 의황교 - 성남교 - 성시리 - 약샘고개
- 장수군
  - 산서면 약샘고개 - 봉서리 - 하월리 - 계월삼거리 - 이룡리 - 이룡삼거리 - 이룡교 - 산서중학교 - 산서고등학교 - 산서면사무소 - 산서삼거리 - 동화교 - 산서정류장 - 시장삼거리 - 오산교 - 오산리
- 임실군
  - 지사면 관기리 - 아침재
  - 성수면 아침재 - 오봉저수지 - 제2오봉교 - 오봉리 - 제1오봉교 - 평지삼거리 - 양지리 - 성수면사무소 - (1차선 구간, 임도 구간 : 은행교 - 도인지 - 도인리)
  - 관촌면 (1차선 구간, 임도 구간 : 운수리)
- 진안군
  - 성수면 (1차선 구간, 임도 구간 : 구신리) - 신기리 - 가수교 - 좌산삼거리 - 좌산리
- 임실군
  - 관촌면 덕천리 - 좌산교 - 좌산 교차로 - 방현리 - 방동교 - 방수리 - 포동교 - 포동 교차로 - 황두 교차로 - 온천 교차로 - 온천1교 - 온천2교 - (미개통 구간 : 회봉리 - 마재)
- 완주군
  - 상관면 (미개통 구간 : 마재 - 마치리 - 마치교 남단

## 중복 구간
- 장수군 산서면 산서삼거리 ~ 시장삼거리 : 국도 제13호선과 중복
- 임실군 성수면 평지삼거리 ~ 성수면사무소 : 국도 제30호선과 중복
- 임실군 성수면 도인지 ~ 진안군 성수면 구신리 : 지방도 제742호선과 중복
- 진안군 성수면 좌산삼거리 ~ 좌산리 : 국가지원지방도 제49호선, 국가지원지방도 제55호선과 중복
- 임실군 관촌면 좌산 교차로 ~ 온천 교차로 : 지방도 제745호선과 중복

## 도로명
- 남원시 도통동 갈치삼거리 ~ 장수군 산서면 산서삼거리 : 보산로
- 장수군 산서면 산서삼거리 ~ 시장삼거리 : 비행로
- 장수군 산서면 시장삼거리 ~ 임실군 성수면 평지삼거리 : 산성로
- 임실군 성수면 평지삼거리 ~ 성수면사무소 : 임진로
- 임실군 성수면 성수면사무소 ~ 도인리 : 도인로
- 진안군 성수면 구신리 ~ 좌산삼거리 : 성백로
- 진안군 성수면 좌산삼거리 ~ 좌산리 : 관진로
- 진안군 성수면 좌산리 ~ 임실군 관촌면 좌산 교차로 : 사선2길
- 임실군 관촌면 좌산 교차로 ~ 온천 교차로 : 관마로
- 임실군 관촌면 온천 교차로 ~ 회봉리 : 회봉송촌로